# Deniz Türüç
Deniz Türüç  (Enschede, 29 januari 1993) is een Nederlands-Turks voetballer die doorgaans speelt als middenvelder en aanvaller. In juli 2021 verruilde hij Fenerbahçe voor Istanbul Başakşehir. Türüç maakte in 2017 zijn debuut in het Turks voetbalelftal.

## Clubcarrière
Türüç maakte deel uit van de jeugdopleiding van FC Twente. Later vertrok hij naar De Graafschap, om zich in de zomer van 2012 aan te sluiten bij de selectie voor het eerste elftal van Go Ahead Eagles. Türüç debuteerde hier op 10 augustus van dat jaar in het betaald voetbal, als invaller voor Xander Houtkoop tijdens een wedstrijd in de Eerste divisie tegen Almere City. Hij veroverde een basisplaats in het elftal, waarmee hij in 2013 promoveerde naar de Eredivisie. Hierop verlengde hij zijn contract bij de club uit Deventer met drie jaar. Türüç werd op 1 september 2014 uitgeroepen tot maatschappelijk Eredivisiespeler van het jaar 2014, waar een cheque ter waarde van vijftigduizend euro aan vastzat. Dit bedrag werd besteed aan een project naar keuze van Türüç: zijn eigen trapveldje/voetbalkooi in zijn oude woonwijk aan het Oosterveld in de Enschedese wijk Wesselerbrink, dat de naam Türüç veldje [sic] kreeg. In maart 2015 maakte hij bekend na het seizoen 2014/15 zijn contract bij de Eagles te willen laten ontbinden.
Türüç tekende vier maanden later een contract tot medio 2018 bij Kayserispor, dat in het voorgaande seizoen promoveerde naar de Süper Lig. Hij verlengde in juli 2017 zijn verbintenis bij de Turkse club tot medio 2020. In de zomer van 2019 verkaste Türüç voor circa tweeënhalf miljoen euro naar Fenerbahçe, waar hij zijn handtekening zette onder een verbintenis voor de duur van drie seizoenen. Een jaar later werd hij voor een seizoen verhuurd aan Istanbul Başakşehir. Na afloop van die jaargang nam Başakşehir de middenvelder transfervrij over en hij kreeg een contract voor drie seizoenen. Aan het begin van het seizoen 2023/24 werd zijn verbintenis opengebroken en met twee seizoenen verlengd, tot medio 2026.

## Clubstatistieken
| Seizoen | Club                  | Competitie     | Competitie | Competitie | Beker | Beker | Internationaal | Internationaal | Nacompetitie | Nacompetitie | Totaal | Totaal |
| Seizoen | Club                  | Competitie     | Wed.       | Dlp.       | Wed.  | Dlp.  | Wed.           | Dlp.           | Wed.         | Dlp.         | Wed.   | Dlp.   |
| ------- | --------------------- | -------------- | ---------- | ---------- | ----- | ----- | -------------- | -------------- | ------------ | ------------ | ------ | ------ |
| 2012/13 | Go Ahead Eagles       | Eerste divisie | 22         | 0          | 2     | 0     | —              | —              | 6            | 1            | 30     | 1      |
| 2013/14 | Go Ahead Eagles       | Eredivisie     | 31         | 3          | 2     | 0     | —              | —              | —            | —            | 33     | 3      |
| 2014/15 | Go Ahead Eagles       | Eredivisie     | 29         | 2          | 1     | 0     | —              | —              | 2            | 0            | 32     | 2      |
| 2015/16 | Go Ahead Eagles       | Eerste divisie | 0          | 0          | 0     | 0     | 2              | 1              | —            | —            | 2      | 1      |
| 2015/16 | Kayserispor           | Süper Lig      | 32         | 2          | 8     | 3     | —              | —              | —            | —            | 40     | 5      |
| 2016/17 | Kayserispor           | Süper Lig      | 32         | 11         | 6     | 0     | —              | —              | —            | —            | 38     | 11     |
| 2017/18 | Kayserispor           | Süper Lig      | 31         | 5          | 6     | 4     | —              | —              | —            | —            | 37     | 9      |
| 2018/19 | Kayserispor           | Süper Lig      | 26         | 3          | 3     | 0     | —              | —              | —            | —            | 29     | 3      |
| 2019/20 | Fenerbahçe            | Süper Lig      | 26         | 3          | 9     | 3     | —              | —              | —            | —            | 35     | 6      |
| 2020/21 | Fenerbahçe            | Süper Lig      | 3          | 0          | 0     | 0     | —              | —              | —            | —            | 3      | 0      |
| 2020/21 | → Istanbul Başakşehir | Süper Lig      | 31         | 2          | 3     | 1     | 6              | 1              | —            | —            | 40     | 4      |
| 2021/22 | Istanbul Başakşehir   | Süper Lig      | 33         | 6          | 1     | 0     | —              | —              | —            | —            | 34     | 6      |
| 2022/23 | Istanbul Başakşehir   | Süper Lig      | 30         | 7          | 6     | 1     | 13             | 2              | —            | —            | 49     | 10     |
| 2023/24 | Istanbul Başakşehir   | Süper Lig      | 34         | 2          | 3     | 0     | —              | —              | —            | —            | 37     | 2      |
| 2024/25 | Istanbul Başakşehir   | Süper Lig      | 34         | 5          | 3     | 1     | 12             | 1              | —            | —            | 49     | 7      |
| 2025/26 | Istanbul Başakşehir   | Süper Lig      | 0          | 0          | 0     | 0     | 3              | 1              | —            | —            | 3      | 1      |
| Totaal  | Totaal                | Totaal         | 394        | 51         | 53    | 13    | 36             | 6              | 8            | 1            | 491    | 71     |

Bijgewerkt op 7 augustus 2025.

## Interlandcarrière
Türüç maakte op 27 maart 2017 zijn debuut in het Turks voetbalelftal, toen met 3–1 gewonnen werd van Moldavië in een vriendschappelijke wedstrijd. Emre Mor opende de score, waarna Ahmet Çalık en Cengiz Ünder de voorsprong uitbreidden. De tegentreffer kwam van Radu Gînsari. De middenvelder mocht van bondscoach Fatih Terim na vijfenzestig minuten invallen voor Oğuzhan Özyakup. De andere debutanten dit duel waren Harun Tekin (Bursaspor), Güray Vural (Kayserispor) en Serdar Gürler (Gençlerbirliği). Tijdens zijn zesde interland, op 10 september 2019 tegen Moldavië, kwam Türüç voor het eerst tot scoren. Nadat Cenk Tosun de score had geopend, verdubbelde de middenvelder de voorsprong van Turkije. Tosun maakte daarna zijn tweede en Yusuf Yazıcı besliste de wedstrijd: 0–4.
| Interlands van Deniz Türüç voor Turkije | Interlands van Deniz Türüç voor Turkije | Interlands van Deniz Türüç voor Turkije | Interlands van Deniz Türüç voor Turkije | Interlands van Deniz Türüç voor Turkije | Interlands van Deniz Türüç voor Turkije |
| №                                       | Datum                                   | Wedstrijd                               | Uitslag                                 | Competitie                              | Goals                                   |
| Als speler bij Kayserispor              | Als speler bij Kayserispor              | Als speler bij Kayserispor              | Als speler bij Kayserispor              | Als speler bij Kayserispor              | Als speler bij Kayserispor              |
| --------------------------------------- | --------------------------------------- | --------------------------------------- | --------------------------------------- | --------------------------------------- | --------------------------------------- |
| 1                                       | 27 maart 2017                           | Turkije – Moldavië                      | 3 – 1                                   | Vriendschappelijk                       |                                         |
| 2                                       | 28 mei 2018                             | Turkije – Iran                          | 2 – 1                                   | Vriendschappelijk                       |                                         |
| 3                                       | 22 maart 2019                           | Albanië – Turkije                       | 0 – 2                                   | EK 2020 kwalificatie                    |                                         |
| 4                                       | 25 maart 2019                           | Turkije – Moldavië                      | 4 – 0                                   | EK 2020 kwalificatie                    |                                         |
| 5                                       | 2 juni 2019                             | Turkije – Oezbekistan                   | 2 – 0                                   | Vriendschappelijk                       |                                         |
| Als speler bij Fenerbahçe               |                                         |                                         |                                         |                                         |                                         |
| 6                                       | 10 september 2019                       | Moldavië – Turkije                      | 0 – 4                                   | EK 2020 kwalificatie                    | 57'                                     |
| Als speler bij Istanbul Başakşehir      |                                         |                                         |                                         |                                         |                                         |
| 7                                       | 11 november 2020                        | Turkije – Kroatië                       | 3 – 3                                   | Vriendschappelijk                       | 41'                                     |
| 8                                       | 15 november 2020                        | Turkije – Rusland                       | 3 – 2                                   | Nations League 2020/21                  |                                         |
| 9                                       | 18 november 2020                        | Hongarije – Turkije                     | 2 – 0                                   | Nations League 2020/21                  |                                         |
| 10                                      | 24 maart 2021                           | Turkije – Nederland                     | 4 – 2                                   | WK 2022 kwalificatie                    |                                         |
| 11                                      | 30 maart 2021                           | Turkije – Moldavië                      | 3 – 3                                   | WK 2022 kwalificatie                    |                                         |
| 12                                      | 16 november 2022                        | Turkije – Schotland                     | 2 – 1                                   | Vriendschappelijk                       |                                         |

Bijgewerkt op 25 juli 2025.